# 蚌埠公交K311路
蚌埠公交K311路是中国安徽省蚌埠市的一条快速公交线路，由怀远汽修厂开往蚌埠南站，由蚌埠市公共交通集团有限公司和蚌埠市城际公交客运有限公司运营、管理。

## 历史

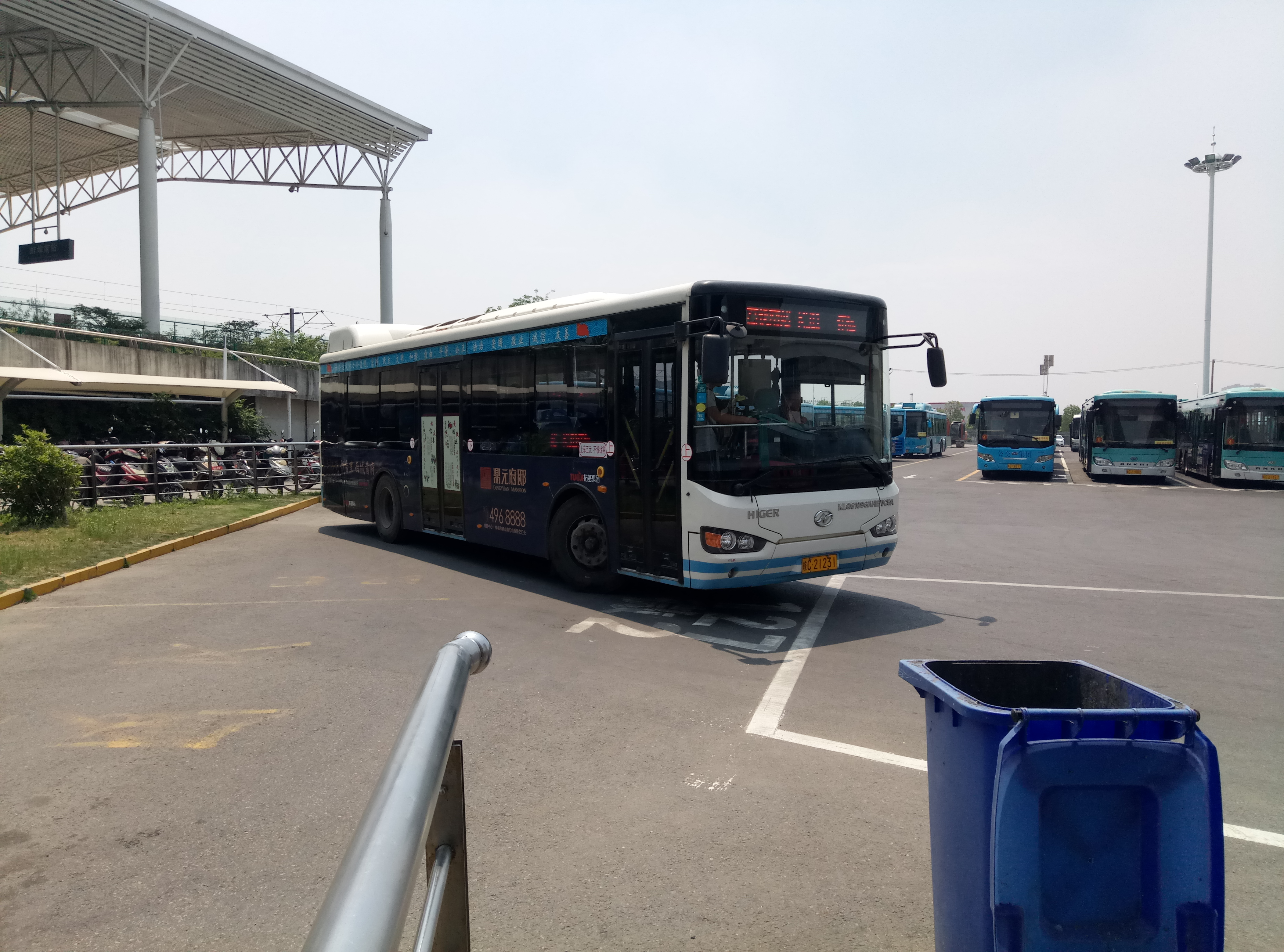
K311路驶入蚌埠南站
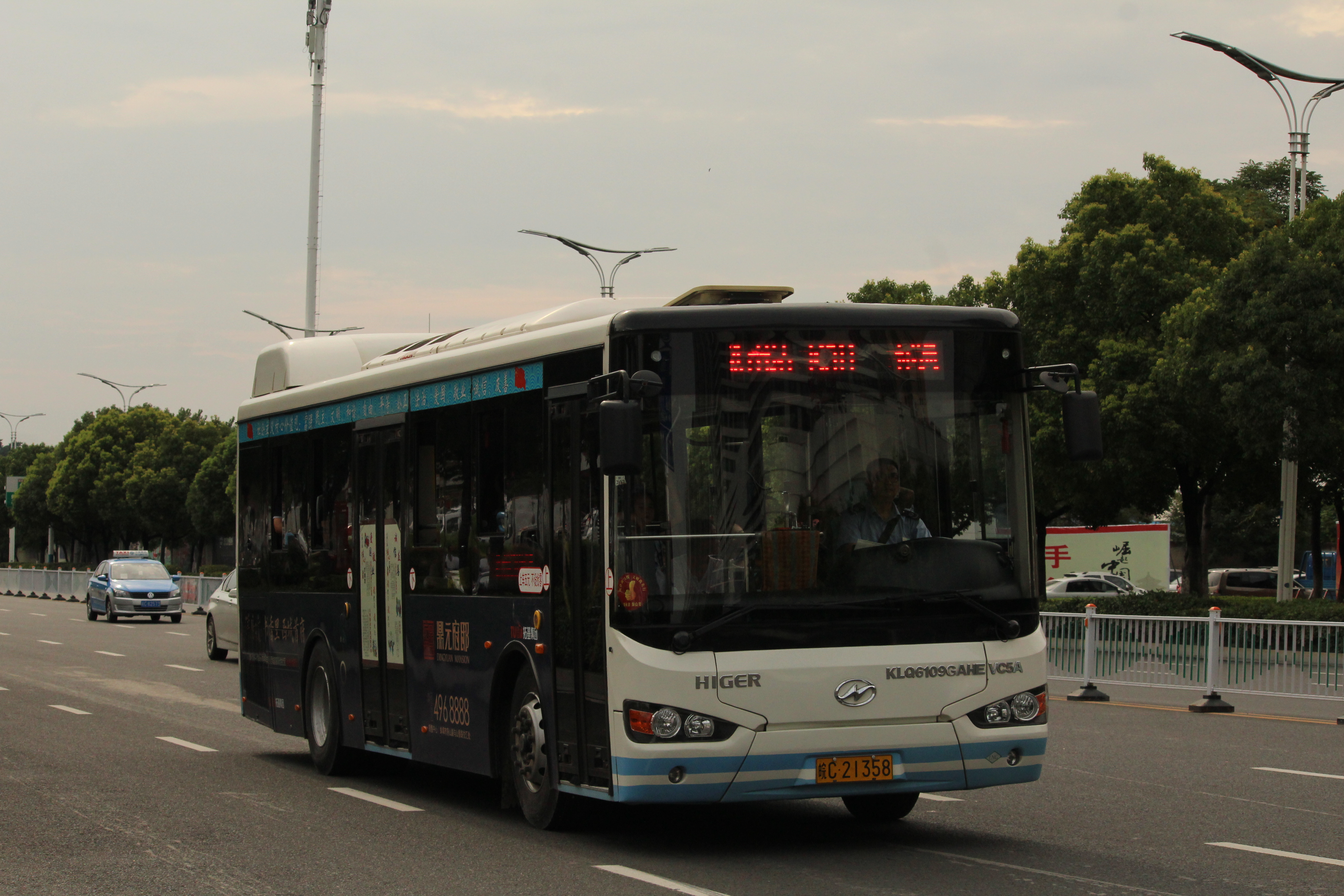
K311路在东海大道
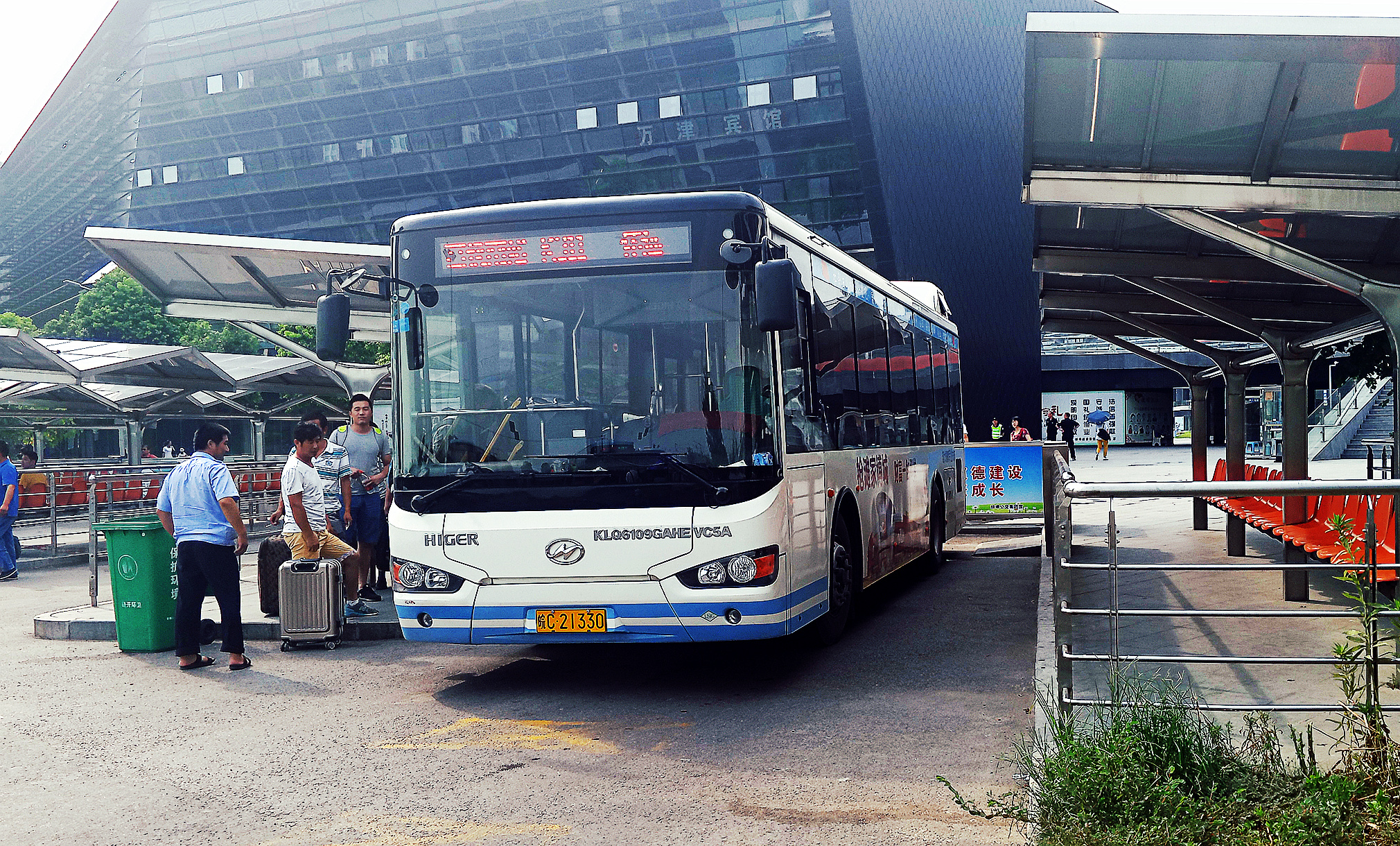
K311路正在等待上客
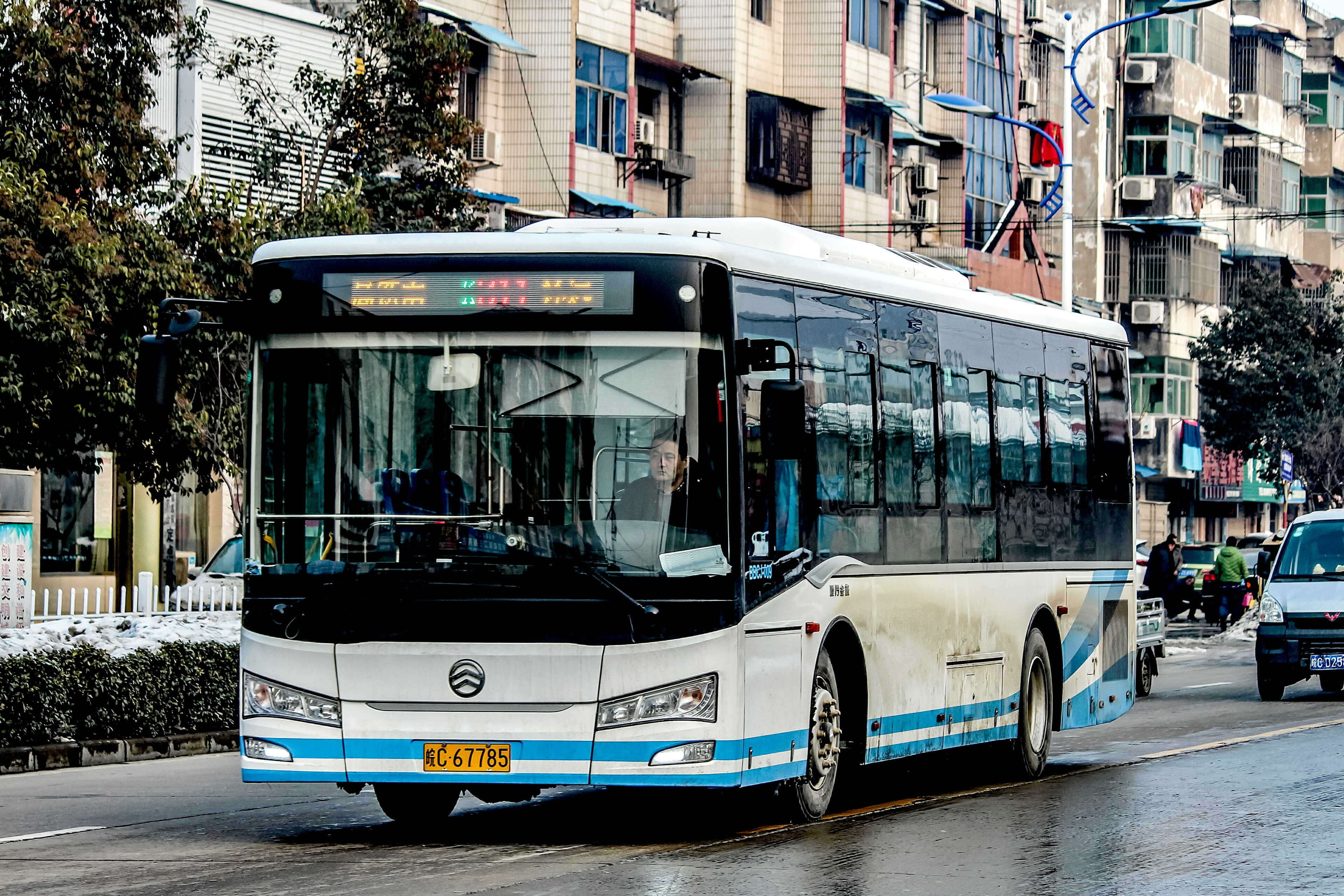
K311路新配置金旅10米油电混动车辆

- 2014年，京沪高铁蚌埠南站开通运营已2年之久，为方便怀远市民乘坐高铁出行，蚌埠市公共交通集团有限公司和蚌埠市城际公交客运有限公司向蚌埠市交通运输局上报了开通K311路的方案及请求。[3]
- 2015年1月，请求方案经蚌埠市人民政府和蚌埠市交通运输局审批通过，蚌埠市城际公交客运有限公司开通了K311路，苏州金龙海格客车KLQ6109GAHEVC5A型气电混合动力空调客车。[4][5]
- 2015年6月，随着客流量的不断增加，蚌埠市城际公交客运有限公司又增加了两台客车投入该线路，K311路发车间隔略有缩短。[6]
- 2016年4月，K311路延迟营运时间，缓解了日益增加的客流量。[7]
- 2017年1月，K311路新配置数台XML6105JHEVD5C型金旅10米油电混动空调客车以应对日益激增的客流。

## 站点

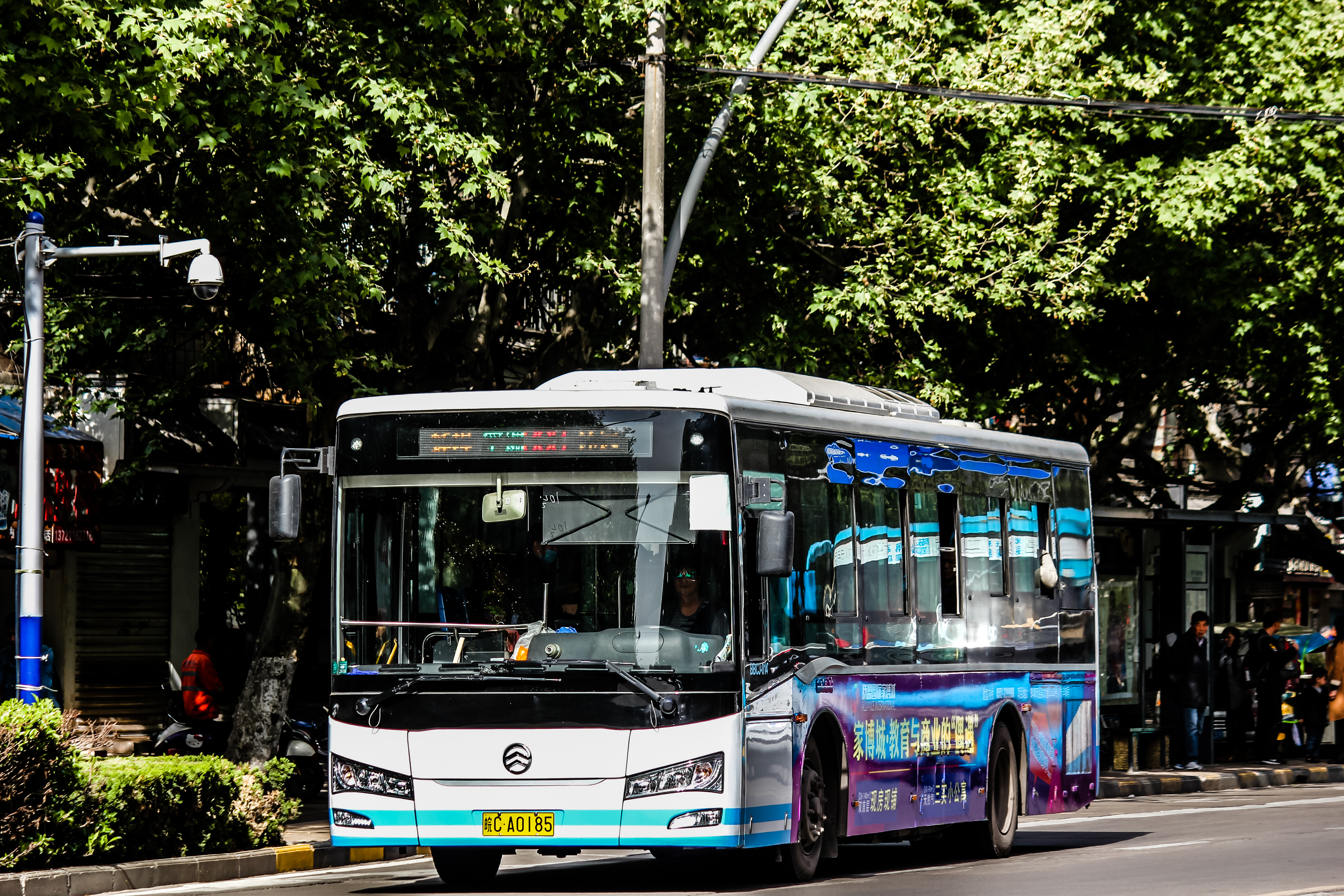
K311路竞争班次303路使用同型号客车

该线路为大站快车线路，且蚌埠市主城区内有市内公交可通达，因此中途停站较少。

### 途经站
- 往怀远汽修厂 ： 蚌埠南站 - 安徽财经大学 - 市政府 - 万达广场 - 锦江大酒店 - 老贯徐 - 武警部队 - 禾泉农庄 - 县师范学校 - 县老干部局 - 小西门 - 县公安局 - 县汽车站 - 怀远汽修厂[8]
- 往蚌埠南站 ： 怀远汽修厂 - 县汽车站 - 县公安局 - 小西门 - 县老干部局 - 县师范学校 - 禾泉农庄 - 武警部队 - 老贯徐 - 锦江大酒店 - 万达广场 - 市政府 - 安徽财经大学 - 蚌埠南站[9]

### 换乘站
以下内容均统计自：蚌埠市公共交通集团有限公司营运线路一览表
- 蚌埠南站 ： 126路 127路 128路 微2路 138路
- 安徽财经大学 ： 115路 117路 138路 207路
- 市政府 ： 126路 132路 138路
- 万达广场 ： 123路 微3路 138路
- 锦江大酒店 ： 123路 138路 209路
- 老贯徐 ： 301路 303路
- 禾泉农庄 ： 301路 303路
- 禹王宫 ： 301路 303路
- 县老干部局 ： 301路 303路
- 县公安局 ： 302路 303路 怀远1路 怀远4路
- 怀远汽修厂 ： 301路 303路 306路

## 发车时间
该线路单程行车里程数较长且配车极少，因此采用固定班次，以下为双向发车时间：
- 往怀远方向 ： 7:15 7:35 7:55 8:15 8:35 8:55 9:15 9:35 9:55 10:15 10:35 10:55 11:15 11:35 11:55 12:15 12:50 13:10 13:30 13:50 14:10 14:30 14:50 15:10 15:30 15:50 16:10 16:30 16:50 17:10 17:35 18:00
- 往蚌埠方向 ： 6:40 7:10 7:40 8:10 8:35 8:55 9:15 9:35 9:55 10:15 10:35 10:55 11:30 11:50 12:10 12:30 12:50 13:10 13:30 13:50 14:10 14:30 14:50 15:10 15:30 15:50 16:10 16:30 16:50 17:10 17:35 18:00[10]

## 票价
该线路不享受任何优惠，上车五元，有人售票，不分段计费，刷卡无效。军人出示相关证件免票。

## 资料来源
1. ↑  .   [2017-08-06]. （原始内容存档于2017-08-06）.
2. ↑  .   [2017-06-21]. （原始内容存档于2017-08-02）.
3. ↑  .   [2017-06-21]. （原始内容存档于2018-07-02）.
4. ↑  .   [2017-06-21]. （原始内容存档于2017-08-06）.
5. ↑  .   [2017-08-06]. （原始内容存档于2019-07-27）.
6. ↑  .   [2017-06-21]. （原始内容存档于2017-07-31）.
7. ↑  .   [2017-06-21]. （原始内容存档于2019-07-24）.
8. ↑  .   [2017-06-21]. （原始内容存档于2017-07-08）.
9. ↑  .   [2017-06-21]. （原始内容存档于2019-07-24）.
10. ↑  .   [2017-06-21]. （原始内容存档于2019-07-22）.
11. ↑  .   [2017-06-21]. （原始内容存档于2018-03-09）.